# Paul Schröter (Mediziner, 1930)
Paul Schröter (* 25. März 1930 in Groß Hermenau, Kreis Mohrungen, Ostpreußen; † 2. Dezember 2014 in Rostock) war ein deutscher  Neuropathologe. Er war Hochschullehrer an der Universität Rostock.

## Leben
Schröters Eltern waren der Lehrer Alfred Schröter und dessen Frau Anna.  Flucht und Vertreibung verschlugen die Familie nach Rostock. Nach dem Abitur studierte Paul Schröter ab 1950 an der Universität Rostock Medizin. 1956 wurde er  approbiert und zum Dr. med.  promoviert.
Von 1957 bis 1960 war Schröter wissenschaftlicher Assistent in der Rostocker Pathologie. Bei Alexander Bienengräber Facharzt für Pathologie geworden, wurde ihm die Leitung des Laboratoriums für Neuropathologie an der Universitäts-Nervenklinik übertragen. Als Oberarzt  habilitierte er sich 1969. 1990 zum  a.o. Professor ernannt, wurde er 1992 auf eine  C 3-Professur berufen. 1995 wurde er emeritiert.

## Ehrungen
- Hufeland-Medaille (DDR) in Bronze (1976)[1]